# Literatura fenício-púnica

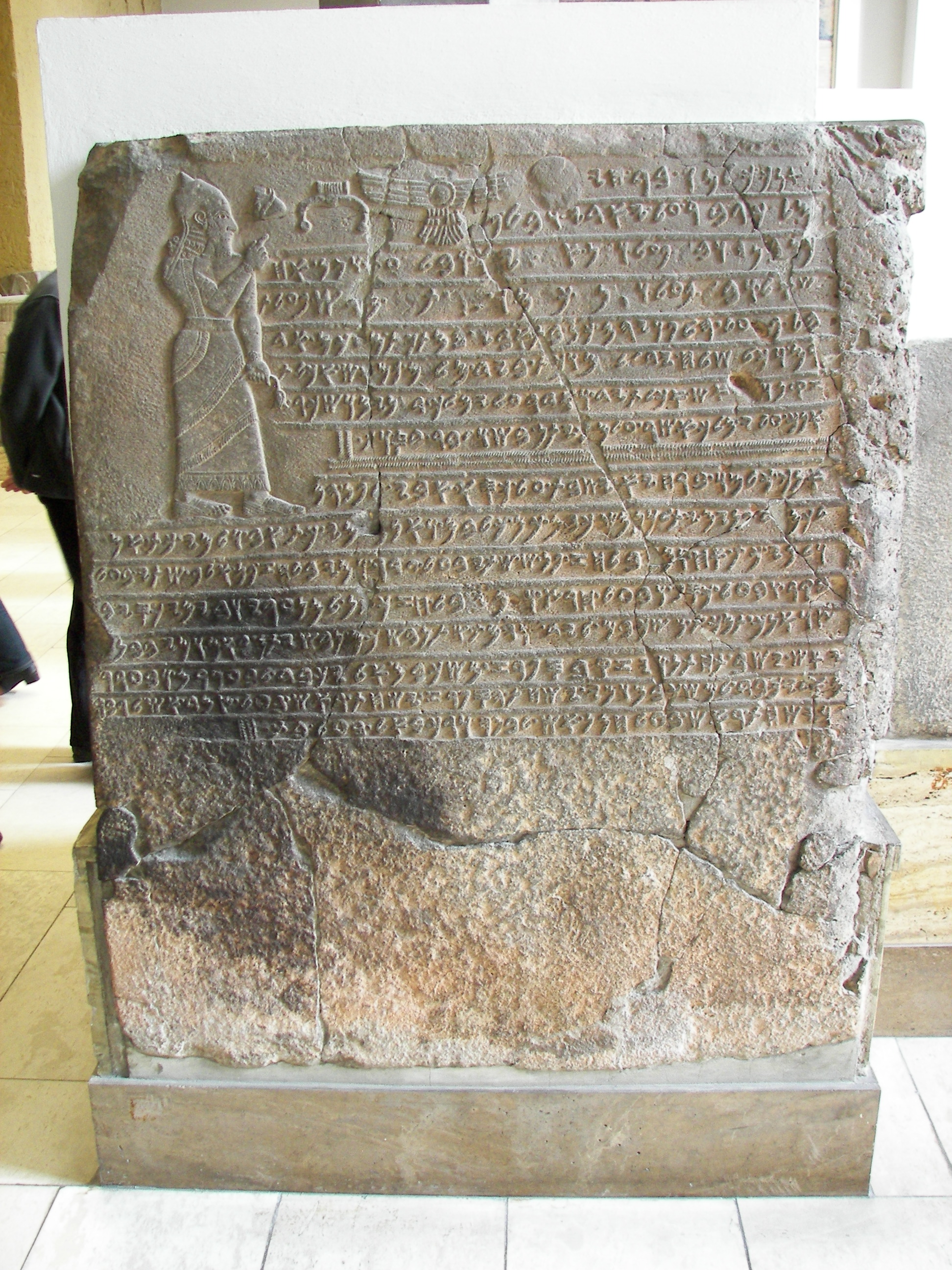
A Estela de Kilamuwa, datada de cerca de 825 a.C., leva o nome do rei Samal e é um dos poucos registros em língua fenícia que subsistem.

Literatura fenício-púnica é o termo usado para designar a literatura escrita em língua fenícia, idioma semítico falada pelos fenícios. Os fenícios foram um povo que dedicou-se principalmente ao comércio marítimo, tendo fundado várias colônias, entre as quais destaca-se Cartago, no norte da África, onde falava-se um dialeto chamado púnico.
A literatura fenício-púnica é rodeada por uma áurea de mistério devido aos poucos vestígios que foram conservados: tudo o que subsiste atualmente é uma série de inscrições, poucas das quais têm caráter notadamente literário (narrações históricas, poemas), moedas, fragmentos das obras de Sanconíaton e de Magão, a tradução para o grego da narrativa da viagem do navegador Hanão e o texto da peça teatral Poenulus, do dramaturgo romano Plauto. Por outro lado, é um fato conhecido que tanto na Fenícia como em Cartago havia bibliotecas e que os fenícios tiveram uma rica produção literária herdada do passado cananeu, do qual as obras de Filo de Biblos e de Menandro de Éfeso são uma parte ínfima.